# Forest Oaks
Forest Oaks è un census-designated place (CDP) degli Stati Uniti d'America, situato nello stato della Carolina del Nord, nella contea di Guilford. Secondo il censimento del 2020 gli abitanti di Forest Oaks ammontavano a 4 209.